# Zakithi Nene
Zakithi Nene (* 2. April 1998 in Ladysmith) ist ein südafrikanischer Sprinter, der sich auf den 400-Meter-Lauf spezialisiert hat.

## Sportliche Laufbahn
Erste Erfahrungen bei internationalen Meisterschaften sammelte Zakithi Nene bei der Sommer-Universiade 2017 in Taipeh, bei der er über 400 Meter bis in das Halbfinale gelangte und dort mit 46,55 s ausschied. Im Jahr darauf nahm er mit der Staffel an den Afrikameisterschaften in Asaba teil und gewann dort in 3:03,50 min die Silbermedaille hinter dem Team aus Kenia. 2019 gewann er bei den Studentenweltspielen in Neapel in 3:03,23 min die Silbermedaille hinter Mexiko und konnte den Vorlauf mit der 4-mal-100-Meter-Staffel nicht beenden. Bei den World Athletics Relays 2021 im polnischen Chorzów wurde er in 3:05,76 min Fünfter in der 4-mal-400-Meter-Staffel. Anschließend siegte er in 45,78 s beim Kladno hází a Kladenské memoriály und Anfang August nahm er an den Olympischen Sommerspielen in Tokio teil und schied dort mit 45,74 s in der ersten Runde aus. Zudem verpasste er auch mit der Staffel mit 3:01,18 min den Finaleinzug. Im Jahr darauf startete er bei den Leichtathletik-Hallenweltmeisterschaften in Belgrad und kam dort mit 46,92 s nicht über den Vorlauf über 400 Meter hinaus. Im Juni belegte er bei den Afrikameisterschaften in Port Louis in 45,54 s den vierten Platz über 400 Meter und verhalf der 4-mal-400-Meter-Staffel zum Finaleinzug. Kurz darauf wurde er beim Meeting de Paris in 44,99 s Dritter. Daraufhin siegte er in 46,09 s beim Meeting International de Sotteville und schied dann bei den Weltmeisterschaften in Eugene mit 45,24 s im Halbfinale aus. 
2023 siegte er in 45,30 s über 400 Meter bei der Bauhaus-Galan sowie in 45,26 s beim Meeting International de Sotteville. Im August schied er bei den Weltmeisterschaften in Budapest mit 45,64 s im Semifinale aus. bei den World Athletics Relays 2024 auf den Bahamas sicherte er der Männerstaffel einen Startplatz bei den Olympischen Spielen. Kurz darauf siegte er in 45,32 s über 400 Meter beim Memoriał Janusza Kusocińskiego. Im August schied er bei den Olympischen Sommerspielen in Paris mit 45,06 s im Halbfinale über 400 Meter aus und gelangte mit der Männerstaffel mit neuem Landesrekord von 2:58,12 min im Finale auf den fünften Platz.
In den Jahren 2021 und 2022 wurde Nene südafrikanischer Meister im 400-Meter-Lauf.

## Persönliche Bestzeiten
- 200 Meter: 20,72 s (−0,1 m/s), 22. Mai 2021 in Pretoria
- 400 Meter: 44,74 s, 8. September 2022 in Zürich
  - 400 Meter (Halle): 46,15 s, 4. Februar 2024 in Boston